# Muntele Washington (New Hampshire)
Muntele Washington este cel mai înalt munte din masivul White Mountains care aparține de Munții Apalași. Muntele era numit de indieni Agiocochook („Casa Marelui Spirit”). Vârful are altitudinea de 1917 m deasupra n.m., fiind regiunea cu cea mai mare altitudine din nord-estul Statelor Unite.

## Condiții geografice
Vârful este socotit ca una dintre cele mai reci și vântoase regiuni de pe glob. În această zonă au fost înregistrate, în anul 1934, tornade a căror viteză atingea 372 km/h. Uneori, pe timpul iernii, dar și al toamnei, chiar dacă la bază sunt înregistrate temperaturi de peste 0 °C, pe vârf s-au măsurat temperaturi de sub −40 °C. Din cauza vânturilor, aceste temperaturi sunt mult mai greu suportabile.

## Turism
De la mijlocul secolului al XIX-lea, muntele a fost deschis turiștilor, drept pentru care au fost construite o șosea și un hotel în apropierea vârfului. O atracție turistică este trenulețul pus în mișcare de o locomotivă cu abur, care circulă pe o cale ferată dințată, a cărei o înclinare atinge, pe anumite porțiuni, 37% (această înclinare este depășită doar de Calea Ferată Pilat din Elveția). De ziua națională a Statelor Unite (4 iulie), mulți turiști aleg muntele Washington pentru a schia, însă pericolul de avalanșe persistă tot timpul anului.